# Simone Saback
Simone Saback (25 de fevereiro de 1956, Jacobina, Bahia) é uma compositora, intérprete, escritora, poeta, roteirista e jornalista brasileira.

## Biografia
Passou seus primeiros anos em Salvador antes de chegar a Brasília, em 1963. Aos 12 anos, a mais velha de sete irmãos ganhava, de seu pai, seu primeiro violão. Com inata veia poética e musical, aprendeu a tocar sozinha, começando, ainda adolescente, a compor suas primeiras canções.
Formou-se em Jornalismo, com especialização nos EUA. De volta a Brasília, trabalhou para a Revista Manchete e nos jornais Correio Braziliense, Jornal de Brasília e Última Hora como repórter, repórter especial, colunista, crítica de música, editora do segundo caderno e, finalmente, chefe de redação. Chegou a cursar quatro anos de Direito, mas a decepção com as restrições desse universo em tempos de ditadura, a par da ascensão de sua carreira musical, interromperiam, definitivamente, o estudo das leis.
No final dos anos 70, começou a apresentar-se como cantora em vários shows na capital brasileira e pelo país afora, incluindo três temporadas na Sala Funarte (hoje, Sala Cássia Eller), a convite do seu diretor de então, Alvim Barbosa. Em 1980, publica Mesmo Sangue, livro de poesia escrito em conjunto com sua irmã, Deny Saback. Em 1983, toma a decisão de afastar-se dos palcos e dedica-se aos bastidores do entretenimento como produtora, mantendo sua atividade artística como escritora e compositora. Fundou, com a jornalista Maria Helena de Carvalho, a produtora cultural Free Lancer Comunicação. Por quase duas décadas, fomentou o mercado candango do Teatro e da Música, lançou artistas e trabalhou com grandes nomes já consagrados nacionalmente.
Em 2002, as parcerias musicais cada vez mais intensas deslocam-na para o Rio de Janeiro, onde estoura no top nacional com dois hits nas vozes de Zélia Duncan (Mãos Atadas) e Ana Carolina (Vai). Fábio Jr., Leonardo, Frejat, Simone, Ricky Vallen, Dillo Daraujo, Andréa França, Angel Duarte e Ronaldo Barcellos são outros nomes a gravarem músicas suas ao longo dos últimos anos.
Em 2012, lança o single Flor do Sol, música inédita composta, trinta anos antes, em parceria com Cássia Eller, na voz da própria Cássia, então com 19 anos. A música foi originalmente registrada em fita cassete, na voz e violão da própria Cássia, então com 19 anos. Além de ser o registro vocal mais antigo que se conhece da cantora, tem o sabor especial da a revelar, pela primeira vez, também como compositora. A faixa, retrabalhada pelo filho de Cássia, Francisco Eller (Chico Chico), foi oficialmente lançada no programa Fantástico da TV Globo nos últimos minutos do dia 9 de dezembro e, passada a meia-noite, já no dia do 50º aniversário de Cássia, passou a estar disponível para o público nas lojas digitais.
Em 2016, lança outro single: Mãos Atadas, nas vozes e violões de Simone Saback e Cássia Eller. A gravação, igualmente disponível em todas as lojas digitais, também tem como base a gravação de um ensaio em fita cassete, feita na casa dos Saback em 1982. Digitalizado, o registro recebeu o arranjo do músico brasiliense Dillo Daraujo.
Paralelamente à carreira musical, Simone Saback firma-se como autora de sucessos teatrais, como o musical As Robertas - Loucas pelo Rei (2006, 2009, 2010), homenagem aos 40 anos de Jovem Guarda e ao cantor Roberto Carlos, no qual assinou argumento, repertório e direção musical, e o também musical O Passarinho e a Borboleta (2006), um conto de fadas totalmente brasileiro voltado para o público infanto-juvenil, no qual assinou argumento, texto original e música e que foi adaptado para a Orquestra Brasileira de Sapateado por seu irmão, Marcelo Saback.
A partir de 2011, especializa-se na escrita para o cinema e a televisão. Roteirizou, como colaboradora de Marcelo Saback, os Especiais de Fim de Ano de Roberto Carlos em 2011, 2012 e 2013. Em 2015 assinou como roteirista colaboradora, o filme Loucas Pra Casar, roteiro de Marcelo Saback, dirigido por Roberto Santucci, estrelado por Ingrid Guimarães, Tata Werneck e Suzana Pires, sucesso de crítica e público que levou mais de 4 milhões de pessoas ao cinema.

## Composições gravadas
- Mãos Atadas [Simone Saback] - Simone Saback & Cássia Eller (Single independente, 2016)
- Flor do Sol - [Cássia Eller & Simone Saback] - Cássia Eller (CD "O Espírito do Som", Vol. I - Segredo, Porangareté, 2015)
- O Que Você Quiser - [Ronaldo Barcellos e Simone Saback] - Ronaldo Barcellos (Single independente, distribuição via web, 2014)
- Me Ajuda Aí [Simone Saback] - Leila Pinheiro (Single independente, distribuição via web, 2014)
- Flor do Sol [Cássia Eller & Simone Saback] - Cássia Eller (Independente, distribuição pela Universal, 2012)
- Duas Caras (Espelho Seu) [Dillo Daraujo & Simone Saback] - Angel Duarte (Independente, 2012)
- Deixa de Bobagem [Ronaldo Barcellos & Simone Saback] - Ronaldo Barcellos  (CD "Motel das Estrelas", Independente, 2012)
- Vai [Simone Saback] - Leonardo (CD "Alucinação", Universal Music, 2010)
- Mensagem do Tempo [Simone Saback] - Dillo Daraujo (DVD "Música Roqueira Popular Brasileira", Independente, 2010)
- Duas Caras (Espelho Seu) [Dillo Daraujo & Simone Saback] - Dillo Daraujo (DVD "Música Roqueira Popular Brasileira", Independente, 2010)
- Vida, Onde É Que Foi Parar? [Simone Saback | Versão: Ricky Vallen] - Ricky Vallen (CD & DVD "Ricky Vallen ao Vivo", Sony BMG Brasil, 2009)
- Vai (Ao Vivo) [Simone Saback] - Ana Carolina (CD & DVD "Multishow Ao Vivo Ana Carolina Dois Quartos", Armazém / Sony BMG Brasil, 2008)
- Me Esqueci Aí [Simone Saback] - Andrea França (CD "Sal Com Açúcar", Independent, 2007)
- Vai [Simone Saback] - Ana Carolina (CD Duplo "Dois Quartos" & CD "Quarto", Sony BMG Brasil, 2006/2007)
- Mãos Atadas [Simone Saback] - Zélia Duncan & Simone (CD e DVD "Amigo É Casa", Biscoito Fino, 2007)
- Mãos Atadas [Simone Saback] - Zélia Duncan (DVD "Pré Pós Tudo Bossa Band – O Show", Universal Music, 2006)
- Mãos Atadas [Simone Saback] - Zélia Duncan & Frejat (CD "Pré Pós Tudo Bossa Band", Universal Music, 2005)
- Se Quiser Vai [Simone Saback] – Fábio Jr. (CD "Acústico", Sony BMG Brasil, 2002)